# (5729) 1988 TA1
(5729) 1988 TA1 es un asteroide perteneciente al cinturón de asteroides descubierto el 13 de octubre de 1988 por Seiji Ueda y el astrónomo Hiroshi Kaneda desde el Kushiro Marsh Observatory, Hokkaido, Japón.

## Designación y nombre
Designado provisionalmente como 1988 TA1.

## Características orbitales
1988 TA1 está situado a una distancia media del Sol de 3,074 ua, pudiendo alejarse hasta 3,351 ua y acercarse hasta 2,797 ua. Su excentricidad es 0,090 y la inclinación orbital 10,23 grados. Emplea 1969,31 días en completar una órbita alrededor del Sol.

## Características físicas
La magnitud absoluta de 1988 TA1 es 12,8. Tiene 13,077 km de diámetro y su albedo se estima en 0,086. 